# غروزيشتي
غروزيشتي هي قرية تقع في إقليم ياش في رومانيا وبلغ عدد سكانها 1,863 في عام 2002م.